# Barbara Grochal
Barbara Grochal (ur. 21 marca 1957 w Poznaniu) – polska organizatorka wolontariatu, edukatorka i działaczka społeczna na rzecz osób chorych oraz potrzebujących. Jest założycielką i prezeską stowarzyszenia „Pelikan Towarzystwo Wspierania Chorych i Potrzebujących im dra Kazimierza Hołogi” oraz inicjatorką pierwszego w Poznaniu oddziału dla chorych wentylowanych mechanicznie.

## Życie i działalność
Zaangażowana w dobroczynność w Poznaniu i Wielkopolsce od 2008 roku. Swoje pierwsze kroki w wolontariacie stawiała jako wolontariuszka i koordynatorka w Hospicjum Palium. Jej mentorami i źródłem inspiracji byli prof. Jacek Łuczak oraz dr Kazimierz Hołoga. 7 czerwca 2022 roku Barbara Grochal założyła Stowarzyszenie „Pelikan Towarzystwo Wspierania Chorych i Potrzebujących im. dra Kazimierza Hołogi”, by jeszcze szerzej realizować misję dobroczynną w miejscach, do których nie dociera pomoc systemowa.
Jest twórczynią „Motylego Wolontariatu”, który zyskał szerokie poparcie społeczne i umożliwił rozbudowę poznańskiego hospicjum dzięki finansowaniu z budżetu obywatelskiego Miasta Poznania. Zainicjowała projekt „Senior Maluszka Tuli”, mający na celu wspieranie seniorów w opiece nad noworodkami, pacjentami szpitala im. Franciszka Raszei w Poznaniu. Współorganizowała wolontariat w takich placówkach jak Szpital Przemienienia Pańskiego, Szpital im. Kazimierza Hołogi w Nowym Tomyślu, Szpital w Lesznie oraz punkt szczepień na Międzynarodowych Targach Poznańskich. Angażuje się także w działania w Zakładzie Opiekuńczo-Leczniczym przy ul. Mogileńskiej w Poznaniu. Wspiera rodziny zastępcze jako „Przyjaciółka Domu” i udziela wsparcia dzieciom osieroconym z Gorzowa, które trafiły do domu dziecka.
Obecnie (2025) Barbara Grochal prowadzi kampanię informacyjną na rzecz zwiększenia świadomości społecznej na temat osób wentylowanych mechanicznie w domach. Dzięki jej działaniom powstaje pierwszy w Poznaniu oddziału dla osób wymagających mechanicznej wentylacji, w Zakładzie Opiekuńczo-Leczniczym przy ul. Mogileńskiej. Akcję wsparła znana z działalności dobroczynnej aktorka Anna Dymna.

## Nagrody i wyróżnienia
Za swoje zaangażowanie i działalność na rzecz innych, Barbara Grochal została uhonorowana licznymi nagrodami i wyróżnieniami. W 2014 roku została odznaczona Orderem Uśmiechu (nr 973). W 2021 roku została laureatką plebiscytu „Wolontariusz Roku” w dwóch kategoriach - wolontariat zespołowy i wolontariat senioralny. W kategorii wolontariatu senioralnego, doceniono jej działalność na rzecz Hospicjum Palium oraz projekt „Senior Maluszka Tuli”. Dodatkowo, w 2023 roku otrzymała wyróżnienie od Miejskiej Rady Seniorów w Poznaniu za wolontariat i projekt „Senior Maluszka Tuli”. W 2024 roku została uznana za „Poznaniankę Roku” w plebiscycie organizowanym przez miasto Poznań.